# Rowdy Herrington
Howard „Rowdy“ Herrington (* 1951 in Pittsburgh, Pennsylvania) ist ein US-amerikanischer Filmregisseur und Autor.

## Leben
Howard Herrington, der nach seinem Onkel benannt war, wurde in der Familie zur Unterscheidung Howdy genannt. In der neunten Klasse machte der Kapitän seines Wrestling Teams daraus den Spitznamen Rowdy, den Herrington als Künstlername nutzte.
Herrington studierte von 1969 bis 1973 Fernsehproduktion an der Pennsylvania State University und begann seine berufliche Laufbahn als Regieassistent bei der NBC in Washington. Anschließend arbeitete er im Beleuchtungsteams des Fernsehsenders WQED des PBS in Pittsburgh. Anfang der 1980er Jahre war er an Filmen wie Repo Man oder Nightmare – Mörderische Träume beteiligt, für That's Life – So ist das Leben, Shy People – Bedrohliches Schweigen und weitere Filme arbeitete er bereits als Oberbeleuchter.
1988 erschien Herringtons Regiedebüt The Ripper, für das er auch das Drehbuch verfasste. Der Film über einen Serienmörder, der die Morde von Jack the Ripper kopiert, wurde von der Kritik positiv aufgenommen und ein moderater Erfolg an den Kinokassen. 1989 erschien der sein Actionfilm Road House mit Patrick Swayze in der Hauptrolle, der zu seinem erfolgreichsten Film werden sollte. Trotz fast durchweg negativen Kritiken und fünf Nominierungen für den Negativpreis Goldene Himbeere erlangte Road House über die Jahre Kultstatus. Er gilt mit 65 Fernsehausstrahlungen allein zwischen 1994 und 2002 als einer der erfolgreichsten Filme im US-amerikanischen Kabelfernsehen. Der Film bekam eine Fortsetzung, wurde als Off-Broadway-Musical inszeniert, uns 2024 erschien ein Remake in der Regie von Doug Liman.
Herrington selbst gibt an, von seinen acht Filmen Tödliche Nähe am wenigsten zu mögen. Hier wäre es nicht gelungen, das ernste Thema der Vertuschung von Polizeigewalt mit der Jagd nach einem Serienmörder in Einklang zu bringen. Er habe zu vermitteln versucht zwischen den Forderungen des Studios Columbia Pictures nach einem „Actionfilm mit Humor“ und inhaltlichen Änderungswünschen des Hauptdarstellers Bruce Willis, über den Herrington sagte: „Ja, er ist sehr schwierig. Ich habe es überhaupt nicht genossen. Und das ist nett formuliert.“
Herrington lebt mit seiner Frau in Montana.

## Filmographie
- 1988: The Ripper (Jack's Black)
- 1989: Road House
- 1992: Fäuste – Du mußt um Dein Recht kämpfen (Gladiator)
- 1993: Tödliche Nähe (Striking Distance)
- 1999: A Murder of Crows – Diabolische Versuchung (A Murder of Crows)
- 2002: The Stickup – Doppeltes Spiel (The Stickup)
- 2003: Die Mexico Connection (I Witness)
- 2004: Bobby Jones – Die Golflegende (Bobby Jones: Stroke of Genius)